# Andrea Zanzotto
Andrea Zanzotto (10. října 1921 Pieve di Soligo – 18. října 2011 Conegliano) byl italský básník. 
Byl synem malíře Giovanniho Zanzotta, pronásledovaného pro antifašistické postoje. Navštěvoval církevní školku Montessori. Absolvoval pedagogickou školu a v roce 1942 získal na Padovské univerzitě diplom z literární vědy za práci o Grazii Deleddaové. Pak byl odveden do armády, avšak jako astmatik se vyhnul nasazení na frontě a byl přeřazen do pracovní služby. Po podepsání příměří z Cassibile se vrátil do Benátska, kde se přidal k partyzánskému oddílu Brigate Giustizia e Libertà. Po válce žil ve Francii a Švýcarsku, po návratu do rodného kraje byl učitelem na střední škole ve Vittorio Veneto.
V roce 1951 vydal první básnickou sbírku Dietro il paesaggio. Je autorem patnácti knih poezie a zařadil se k hlavním představitelům italské poezie po druhé světové válce. Pro jeho tvorbu je charakteristické experimentování s jazykem přecházející až do nonsensu, často využívající prvky benátského dialektu. Je inspirován hermetismem a surrealismem, výrazně ho ovlivnila také osobní zkušenost s psychoanalýzou Jacquese Lacana. Vydal také teoretické eseje o poezii Giuseppeho Ungarettiho a Eugenia Montaleho. Spolupracoval s Federicem Fellinim na scénářích k filmům Casanova a A loď pluje. Věnoval se překladům poezie z francouzštiny (Arthur Rimbaud, Paul Éluard, Georges Bataille).
Byl rytířem velkokříže Řádu zásluh o Italskou republiku. Obdržel Cenu Antonia Feltrinelliho, Premio Viareggio a Premio Bagutta.
Zanzottovy verše v českém překladu Vladimíra Mikeše vyšly v antologii Přerušený ráj (Československý spisovatel, 1968).